# Scolia hirta hirta
Scolia hirta hirta é uma subespécie de insetos himenópteros, mais especificamente de vespas pertencente à família Scoliidae.
A autoridade científica da subespécie é Schrank, tendo sido descrita no ano de 1781.
Trata-se de uma subespécie presente no território português.